# Slag bij Langensalza (1866)
De Slag bij Langensalza werd op 27 juni 1866 nabij Bad Langensalza uitgevochten in wat nu Thüringen is. De strijd ging tussen het Koninkrijk Hannover (Hannoverianen ) en de Pruisen. De Hannoverianen wonnen het gevecht, maar werden vervolgens door een groter en versterkt Pruisisch leger omsingeld. Niet in staat zijnde om verbinding te maken met hun Beierse bondgenoten in het zuiden werden zij gedwongen zich over te geven. Dit betekende de vooralsnog definitieve ondergang van het Hannoveriaanse leger en de annexatie van Hannover in het ontluikende koninkrijk Pruisen dat systematisch bezig was om Duitsland tot een moderne natiestaat te verenigen. 